# Sikulampi
Sikulampi är en sjö i kommunen Kuusamo i landskapet Norra Österbotten i Finland. Sjön ligger 284,1 meter över havet. Den är 2,19 meter djup. Arean är 56 hektar och strandlinjen är 3,34 kilometer lång. Sjön  ingår i Koundaälvens huvudavrinningsområde.   Den ligger omkring 200 kilometer nordöst om Uleåborg och omkring 690 kilometer norr om Helsingfors. 
Sikulampi ligger norr om Kangerjärvi. 